# Le Tonnerre, intellect parfait

Le Tonnerre, intellect parfait est un texte gnostique écrit en copte ; il a pour contenu la révélation de l'« Intellect » (grec ancien : νοῦς), qui rassemble en elle toutes les qualités antithétiques. Découvert en 1945 dans la bibliothèque de Nag Hammadi, le texte fait partie du sixième codex.

## Forme
Si Le Tonnerre n'appartient à aucun des genres attestés dans le corpus de Nag Hammadi, il peut cependant être rapproché de la Pensée première à la triple forme (en).
Le monologue est rythmé par trois types d'énoncés : des reproches, des autoproclamations à la première personne et des exhortations.

### Contenu
Le texte se veut être la révélation de l'Intellect, personnifiée comme Déesse. Elle se montre comme première et dernière, comme la seule qui existe. C'est par confrontation des catégories dans lesquelles la locutrice se place qu'elle se manifeste comme paradoxale et contradictoire.
Les auditeurs doivent alors comprendre par le poème une invitation à la recherche et au culte de la divinité ; c'est parce qu'ils doivent cesser d'enfermer la divinité dans les catégories binaires vrai/faux, forme/informe, etc. que l'Absolu se laisse découvrir. Les oppositions s'annulant toutes, en tant qu'elles sont assumées par la divinité, et donc unifiées en elle, et donc consécutivement, en tant qu'elles sont assumées par les adorateurs. Mais c'est bien un appel pressant de l'Intellect, visant à la libération de la connaissance réduite et de l'ivresse des passions : appel se faisant à la fois dans l'amour et dans la haine.
Le message, aussi, s'adresse à tous : aux grecs, aux barbares, aux égyptiens ; les ostracismes et l'exclusivisme étant exclus.
Patricia Cox Miller remarque que les différentes oppositions se cristallisent finalement dans le l'obligation spirituelle au silence ; car non seulement la locutrice s'identifie aux paradoxes du discours, mais aussi avec le discours en tant qu'il tient du langage. C'est alors que le silence doit être imposé, car le fait même d'essayer de parler avec logique écarte déjà de la divinité, celle-ci en tant qu'elle unifie les contradictoires.

#### Arrière-plans
Le Tonnerre trouve plusieurs parallèles parmi la littérature ancienne, et notamment la littérature gnostique. Quelques passages sont partagés avec les textes de l’Hypostase des archontes (en) (II 89, 16-17) et l’Écrit sans titre (II 114, 7-15).

« C’est moi celle qui est honorée

et celle qui est méprisée.

C’est moi la prostituée

  et la vénérable.

C’est moi la femme

  et la vierge.

C’est moi la mère

  et la fille.

Je suis les membres de ma mère. »

— Le Tonnerre, intellect parfait

« C'est moi la partie de ma mère

Et c'est moi la mère

C'est moi la femme

C'est moi la jeune fille

C'est moi la femme enceinte

C'est moi la sage-femme

C'est moi la consolatrice des douleurs de l'enfantement

C'est mon époux qui m'a engendrée

Et c'est moi sa mère »

— Écrit sans titre

« Et la femme spirituelle vint vers lui, elle parla avec lui, elle dit : "Lève toi Adam !" Lorsqu'il la vit, il dit : "Tu es celle qui m'a donné la vie ; on t'appellera la Mère des vivants - car elle est ma mère, elle est la sage-femme, et la femme, et celle qui a enfanté. »

— L'Hypostase des archontes
Il est ou bien possible que les trois textes viennent d'une source commune, ou bien que Le tonnerre ait cité un des deux textes sans indiquer la source. L'Écrit sans titre et Le tonnerre étant quasi identiques, ils n'ont pourtant aucun contact direct apparent.

##### Influence isiaque
Paul-Hubert Poirier fait remarquer que le texte contient des formules qui rappellent les arétalogies isiaques : il est question d'autodéclarations ou d'autodéfinitions : "c'est moi", "je suis". Ces formules que la locutrice évoque rappelle Isis et sa prétention universelle, sa polymorphie, ses nombreux noms, et son être qui englobe les autres déesses.
Cependant ce rapprochement contient des limites. En effet la différence entre les arétalogies et le traité tiennent du fond des textes ; fonds dissemblables en tout points. Moralement, Le tonnerre est tranchant et provocateur, là où les textes qui proclament Isis la tiennent souvent pour sainte et sans taches. Les oppositions dans les textes isiaques se maintiennent à un niveau positif.
De plus les formules autoréférentielles du Tonnerre visent à la proclamation de la locutrice comme absolue - elles restent très générales - là où les proclamations du même genre d'Isis dans divers textes ne se limitent qu'à quelques faits qui ont valeur mythologique.
Ainsi, si le modèle des textes isiaques ont bien inspiré le présent texte gnostique, celui-ci s'est bien éloigné des formules stylistiques ; ce qui explique au mieux les affinités selon Paul-Hubert Poirier c'est la propagation de la théologie isiaque, où Isis, comme déesse universelle, pouvait servir à l'identification d'Athéna avec elle, ou de celle-ci avec l'Eve primordiale.

##### Influence biblique
Nous pourrions rapprocher certains extraits du Tonnerre avec certains passages du Livre des Proverbes, du Livre de la Sagesse ou encore de l'Ecclésiaste, du fait de la présentation de ces textes de figures féminines qui ont la propriété de la Sagesse. Ces textes, en effet, présentent parfois la figure féminine comme locutrice, alternant ses énonces d'autoproclamations, et d'interpellations. Entité féminine qui peut parfois être pensée comme entité divine :

« 1. N’est-ce pas la Sagesse qui appelle, la raison qui élève sa voix ?

2. En haut de la montée, sur la route, postée à la jonction des chemins,

3. près des portes, aux abords de la cité, à l’entrée des passages, elle clame :

4. « C’est vous, les humains, que j’appelle, ma voix s’adresse aux fils d’Adam :

5. vous, les naïfs, devenez habiles, vous, les insensés, devenez raisonnables. »

— Livre des Proverbes
Cependant, contrairement aux textes du Livre des Proverbes, la Sophia du Tonnerre est antithétique ; par exemple, elle enseigne, alors même qu'elle n'a pas d'instruction, « Je suis sans instruction et c'est de moi que l'on reçoit l'instruction ». La Sagesse juive, en effet, s'adresse à ceux qui manquent d'intelligence et de sagesse, s'opposant à l'anti-Sophia. Le texte juif pose bien deux figures plutôt qu'une :

« 1. La Sagesse a bâti sa maison, elle a taillé sept colonnes.

2. Elle a tué ses bêtes, et préparé son vin, puis a dressé la table.

3. Elle a envoyé ses servantes, elle appelle sur les hauteurs de la cité :

4. « Vous, étourdis, passez par ici ! » À qui manque de bon sens, elle dit :

5. « Venez, mangez de mon pain, buvez le vin que j’ai préparé.

6. Quittez l’étourderie et vous vivrez, prenez le chemin de l’intelligence. »

[...] 13. Dame Folie fait du tapage ; c’est une étourdie qui ne connaît rien.

14. Assise à la porte de sa maison, elle trône sur les hauteurs de la cité

15. pour appeler les passants qui vont droit leur chemin :

16. « Vous, étourdis, passez par ici ! » À qui manque de bon sens, elle dit :

17. « Bien douce est l’eau qu’on a volée, savoureux, le pain pris en secret ! »

— Livre des Proverbes
En revanche, la Sophia du Tonnerre se rapproche plus de celle du Livre de Ben Sira ; sagesse paradoxale, existant à la fois en haut avec Dieu, et en bas avec les hommes :

« 3. « Je suis sortie de la bouche du Très-Haut et, comme la brume, j’ai couvert la terre.

4. J’ai dressé ma tente dans les hauteurs du ciel, et la colonne de nuée était mon trône.

5. J’ai parcouru seule la voûte des cieux et me suis promenée dans le fond des abîmes.

6. Des flots de la mer, de la terre entière, de tout peuple et de toute nation j’ai fait mon domaine.

7. Parmi eux tous, j’ai cherché le lieu de mon repos, une part d’héritage où m’établir. »

— Livre de Ben Sira le Sage
Paul-Hubert Poirier juge comme fort probable le fait que le texte gnostique s'est plus inspiré de ce dernier textes que des textes gnostiques.

## Date
Selon Anne McGuire, le livre daterait d'avant le milieu du IVe siècle. Toutefois, l'auteur, la date et la place de la composition sont inconnus.

### Autres références
1. ↑  « AELF — Livre des Proverbes — chapitre 8 », sur AELF (consulté le 23 novembre 2020)
2. ↑  « AELF — Livre des Proverbes — chapitre 9 », sur AELF (consulté le 23 novembre 2020)
3. ↑  « AELF — Livre de Ben Sira le Sage — chapitre 24 », sur AELF (consulté le 23 novembre 2020)
4. ↑  (en-US) « The Thunder: Perfect Mind – Diotíma », sur diotima-doctafemina.org (consulté le 8 novembre 2020)